# Brigada Martirilor al-Aqsa
Brigada Martirilor al-Aqsa (în arabă كتائب شهداء الأقصى, translit. Katā'ib Shuhadā' al-'Aqṣā) este o coaliție seculară de grupări armate palestiniene din Cisiordania. Brigada a fost desemnată drept organizație teroristă de Israel, Uniunea Europeană, Canada, Japonia, Noua Zeelandă și Statele Unite.

## Arafat și Fatah
Conducerea brigăzii și membrii ei obișnuiți se identifică drept aripa militară a Fatah. Pe pagina lor web oficială și pe afișe ei postează emblema Fatah. Conducerea Fatah a declarat că nu a fost decizia acesteia de a crea brigada sau de a o impune ca aripă militară a Fatah. Din 2002 au existat rapoarte că unii din liderii Fatah au încercat să convingă brigada să nu mai atace în mod deliberat civili israelieni.
În noiembrie 2003, jurnaliști BBC au descoperit o plată de 50.000 $ pe lună făcută de Fatah către al-Aqsa. Această investigație, combinată cu documente obținute de Armata Israeliană, au condus guvernul israelian la concluzia că Brigada Martirilor al-Aqsa a fost întotdeauna finanțată direct la ordinul lui Yasser Arafat. În iunie 2004, prim-ministrul de atunci al Autorității Naționale Palestiniene, Ahmed Qurei, a afirmat în mod public: „Am declarat în mod clar că Brigada Martirilor al-Aqsa este parte a Fatah. Suntem angajați cu ei și Fatah poartă întreaga responsabilitate pentru grupare”. În iulie, el a accentuat: „Brigada Martirilor al-Aqsa, aripa militară a mișcării Fatah, nu va fi dizolvată și Fatah nu va renunța niciodată la aripa sa militară”.
Pe 18 decembrie 2003, Fatah le-a cerut conducătorilor Brigăzii Martirilor al-Aqsa să se alăture Consiliului Fatah, recunoscând oficial gruparea ca parte a organizației Fatah.

## Activități
Brigada Martirilor al-Aqsa este responsabilă pentru zeci de atentate sinucigașe și numeroase atacuri armate împotriva vehiculelor israeliene din Cisiordania.
Cele mai notabile atentate sinucigașe comise de grup sunt:
- 17 ianuarie 2002: masacrul de Bat Mitzvah, când un atacator înarmat a ucis șase persoane și a rănit alte 33 la o celebrare Bat Mitzvah.[13]
- 19 februarie 2002: un atac împotriva unui post de control de la Ein 'Arik al armatei israeliene, lângă Ramallah, în care un ofițer și cinci soldați au fost uciși.
- 3 martie 2002: un tir al unui lunetist împotriva unui post de control israelian de la Wadi al-Haramiya, lângă Ofra, în care doi ofițeri și cinci soldați au fost uciși și alți cinci soldați răniți. De asemenea, trei coloniști evrei au fost uciși în acest incident.
- 2 martie 2002: atentat în Beit Yisrael, Ierusalim – 11 morți.[14]
- 5 ianuarie 2003: atentat în autogara centrală din sudul Tel Avivului – 22 de morți.
- 29 ianuarie 2004: atentat într-un autobuz al liniei 19 la Rehavia, Ierusalim – 11 morți.
- 14 martie 2004: atentat în portul Ashdod pus la cale împreună cu Hamas – 10 morți.

Pe 16 octombrie 2005, Brigada Martirilor al-Aqsa a revendicat un atentat armat în nodul rutier Gush Etzion soldat cu moartea a trei israelieni și rănirea altor trei.
Pe 24 martie 2004, un adolescent palestinian pe nume Hussam Abdo a fost prins la un punct de control al armatei israeliene purtând o centură explozivă. Ca urmare a acestei arestări, o celulă militantă a Brigăzii Martirilor al-Aqsa, formată din adolescenți a fost demascată și destructurată în Nablus. Pe 23 septembrie 2004, un atentator sinucigaș în vârstă de 15 ani a fost arestat de Forțele de securitate israeliene.
Brigada, precum multe alte astfel de organizații, folosește afișe promoționale în principalele orașe palestiniene din Teritorii. Brigada Martirilor al-Aqsa a atacat și palestinieni, nu doar israelieni. În noiembrie 2003, gruparea l-a ucis pe fratele lui Ghassan Shakaa, primarul din acea vreme al orașului Nablus. În februarie 2004, Shakaa a demisionat din acest post în semn de protest față de lipsa de reacție a Autorității Palestiniene în cazul milițiilor armate care „răvășesc” orașul. În primele trei luni ale anului 2004, mai multe atacuri împotriva jurnaliștilor din Cisiordania și Fâșia Gaza au fost puse pe seama Brigăzii, inclusiv atacul comis împotriva birourilor din Cisiordania ale stației de televiziune Al Arabiya de către bărbați mascați care s-au identificat drept membri ai Brigăzii Martirilor al-Aqsa. Jurnaliștii palestinieni din Gaza au chemat la grevă generală pe 1 februarie 2004, în semn de protest față de violența crescândă împotriva jurnaliștilor. Un protest similar a fost organizat și pe 5 august 2008.
Brigada Martirilor al-Aqsa a avut o participare importantă în protestele din iulie 2004 din Fâșia Gaza, în care ofițeri de securitate palestinieni au fost răpiți, iar sediile poliției și forțelor de securitate ale Autorității Palestiniene au fost atacate de bărbați înarmați. Aceste tulburări au obligat cabinetul palestinian să declare stare de urgență. O sursă media din Teritorii a descris situația din Autoritatea Palestiniană drept anarhie și haos.
Brigada Martirilor al-Aqsa a executat câteva atentate în comun cu gruparea islamistă Hamas. Aceste atacuri au fost comise în special în Fâșia Gaza. Gruparea a executat atentate și împreună cu alte organizații militante precum Jihadul Islamic Palestinian, Comitetele Populare de Rezistență și Hezbollah în Cisiordania.